# Волтер де Торнбері

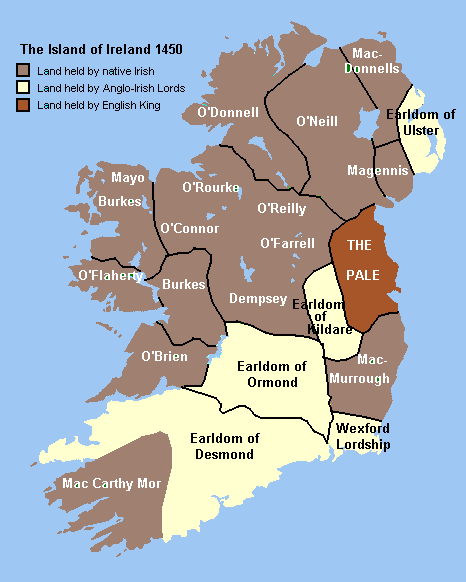
Ірландія в середні віки. Показані англійські володіння, володіння графів Ормонд та Фіцджеральд, володіння незалежних ірландських кланів та королівств.

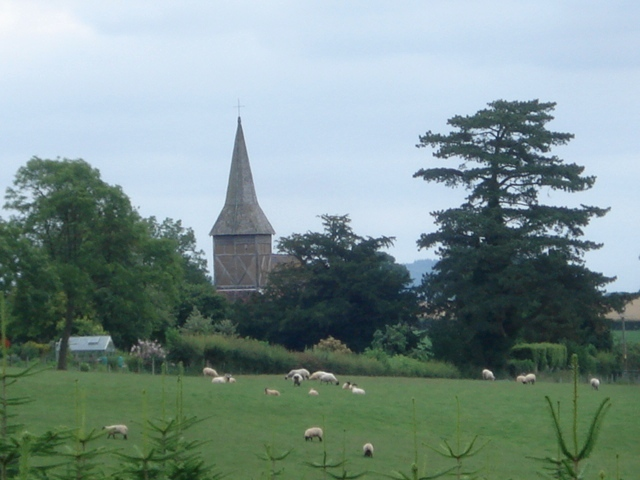
Вид на церкву Вулферлоу сьогодні. Маєток Вулферлоу був наданий Волтеру де Торнбері родиною Мортімерів близько 1300 року.

Герб баронів Мортімер.

Волтер де Торнбері (помер у 1313 р.) – ірландський та англійський державний діяч, політик, юрист, священик англійського походження. Лорд-канцлер Ірландії. Його спроби забезпечити підтвердження свого обрання архієпископом Дубліна закінчилися трагедією: він загинув під час корабельної аварії.

## Життєпис

### Походження та ранні роки
Волтер де Торнбері народився в Герефордширі, Англія, де пізніше отримав маєток Вулферлоу від родини Мортімерів, з якою він завжди був тісно пов’язаний. Він був виконавцем заповіту Едмунда Мортімера, ІІ барона Мортімера, і був уповноважений вдовою Едмунда Маргарет де Файнс діяти як її адвокат (спільно з Адамом де Гарвінґтоном, який, як і Волтер, пізніше став верховним суддею в Ірландії), щоб повернути її придане та інше майно, яке належало Едмунду. Волтер де Торнбері був призначений опікуном їхнього сина Роджера Мортімера, І  графа Марч. Враховуючи пізнішу роль Роджера як узурпатора і, ймовірно, вбивці короля Едуарда II, іронічно, що своїм приходом до влади Волтер здебільшого завдячував своїй дружбі з фаворитом короля Пірсом Гевестоном, що був одним із опікунів Роджера. Волтер де Торнбері неодноразово бував при королівському дворі в 1305 – 1306 роках.

### Кар'єра в Ірландії
Волтер де Торнбері був направлений до Ірландії скарбником Ірландії в 1308 році, а наступного року став лорд-канцлером Ірландії за рекомендацією Пірса Гевестона після смерті Томаса Кантока. Він був заступником скарбника Ірландії в 1311 році, і того ж року був призначений скарбником і кантором (головним співаком) собору Святого Патріка на знак королівської милості (оскільки архієпископство Дубліна було вакантним, офіс скарбника знаходився в Королівській резиденції). Він супроводжував Гевестона в його успішній кампанії з відновлення влади Корони в Лейнстері в 1309 році, під час якої він переміг незалежний ірландський клан О'Бірн з графства Віклоу, вождь якого претендував на корону Ірландії та відновив владу Англії в околицях Глендалоу. Повалення та страта його патрона Гевестона в червні 1312 року, здається, не зашкодили кар'єрі Торнбері. Зберігся лист періоду 1309—1312 років, написаний юстиціарем Ірландії до Волтера де Торбері, стосовно товарів купця з Корка, які були захоплені в Д'єппі, хоча купець раніше надавав послуги французькому флоту.
У 1313 році Волтер де Торнбері на короткий час був заступником юстиціара Ірландії. У березні він пішов працювати суддею разом з Вільямом Елісондром, мандрівним суддею округу, у Кашел, щоб вислухати справу щодо графства Тіпперері. Засідання тривало лише вісім днів, і хоча ордер на призначення стосується лише цивільних справ, він стосувався як цивільних, так і кримінальних справ. Найвідомішим кримінальним процесом стала справа Волтера О'Хассі щодо вбивства Джона де Неша. Волтера О'Хассі визнали винним і засудили до повішення. Ті ж судді провели засідання у Корк-Сіті наступного серпня, якраз перед тим, як Волтер Торнбері вирушив у свою фатальну подорож до Авіньйону.

### Смерть
У 1313 році він був одним із двох кандидатів на архієпископство Дубліна, іншим був Олександр де Бікнор (Вільям де Родьярд, декан собору Святого Патріка також був висунутий, але відкликав своє ім’я). Кажуть, що Волтер де Торнбері мав невелику більшість голосів, але перемога залежала від схвалення Папи. Волтер де Торнбері, що, здавалося, швидше впорався з цим завданням, ніж його суперник, вирушив до папського двору в Авіньйоні, щоб отримати папське підтвердження свого обрання. Корабель, на якому він плив, затонув під час шторму, загинули всі люди, що були на борту, «наче небо оголосило свій вирок щодо виборів», словами історика дев’ятнадцятого століття. Повідомляється, що кількість загиблих перевищила 130 осіб.